# علی باباجان
علی باباجان محمجان (متولد ۴ آوریل ۱۹۶۷، آنکارا )، مهندس، اقتصاددان و سیاستمدار ترکیه‌ای است. 
وی در دوره‌های ۲۲، ۲۳، ۲۴ و ۲۶ مجلس ملی کبیر ترکیه، نماینده مجلس از حزب عدالت و توسعه از شهر آنکارا بود.
در دولت‌های ۵۸ و ۵۹ ترکیه، وزیر اقتصاد، در دولت ۶۰م تا تاریخ ۱ مه ۲۰۰۹ عنوان وزیر امور خارجه، از تاریخ مه ۲۰۰۵ تا ژانویه ۲۰۰۹ مسئول ارشد هماهنگ کننده‌ی الحاق دائمی ترکیه به اتحادیه اروپا بود، او به عنوان معاون نخست وزیر در دولت های ۶۱ و ۶۲ خدمت کرده است.